# Dorothea Wierer
Dorothea Wierer, född den 3 april 1990 i Bruneck (Brunico), är en italiensk skidskytt. Hon började tävla internationellt 2004 och hennes första seger vid en världscupdeltävling vann hon Hochfilzen den 13 december 2018. Hon är idrottssoldat vid Guardia di Finanza och är skidskytt på heltid. Säsongen 2018–2019 vann hon den totala Världscupen. Hon tävlar med ett gevär av märket Anschütz.

## VM och OS
Wierer har tävlat i tio VM (2011, 2012, 2013, 2015, 2016, 2017, 2019, 2020, 2021, 2023) och tre OS (2014, 2018, 2022). De bästa individuella resultatet är förstaplats i VM i Östersund 2019 i masstart samt en sjätteplats i OS-sprinten. I stafett har hon tagit två bronsmedaljer tillsammans med sina lagmedlemmar.

## Junior-VM
Wierer har tagit fyra JVM-medaljer, alla i Nové Město na Moravě 2011. Här tog hon tre individuella guld och ett silver i stafett.

## VM
Dorothea Wierer tog gulmedalj i masstart i VM i Östersund 2019. Där tog hon också silver i singelmixstafetten och brons i mixstafett. Silver tog hon även i jaktstart i Oslo 2016. Bronsmedalj erövrades också i VM i Kontiolax 2015 (stafett) och Nove Mesto 2013 (stafett).

## Världscupen
Dorothea Wierer gjorde debut i världscupen i Oberhof den 9 januari 2009 där hon kom 69:a i sprinten. Wierer har kommit på pallen tre gånger hittills i karriären:
| Datum            | Plats     | Placering |
| ---------------- | --------- | --------- |
| 8 mars 2014      | Pokljuka  | 3:a       |
| 7 december 2014  | Östersund | 3:a       |
| 18 december 2014 | Pokljuka  | 2:a       |